# Drugi rząd Williama Ewarta Gladstone’a

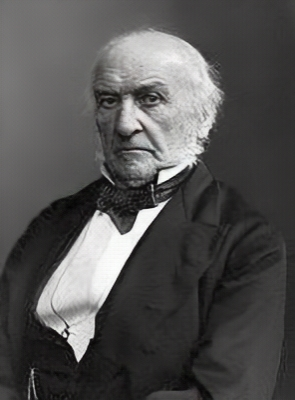
William Ewart Gladstone, premier, pierwszy lord skarbu, przewodniczący Izby Gmin, kanclerz skarbu

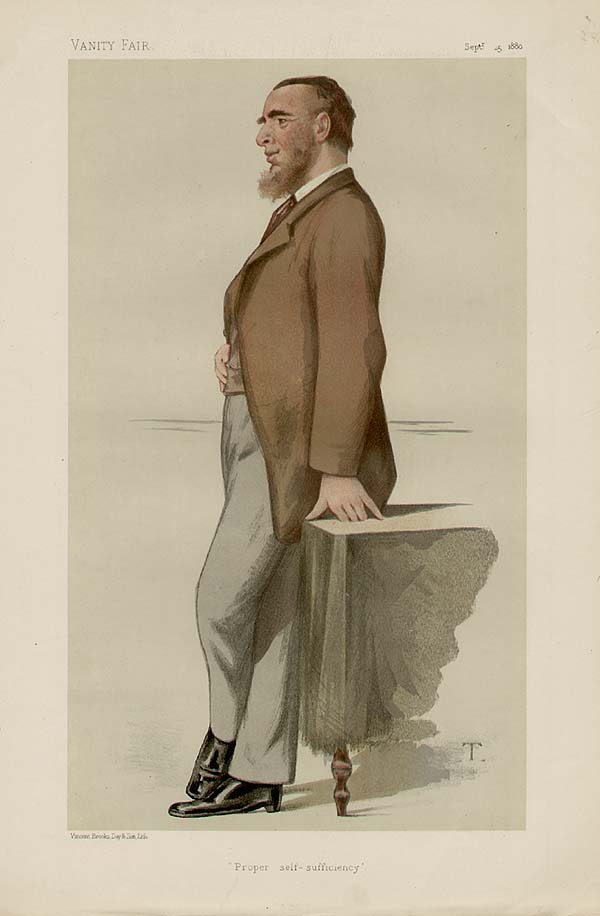
Leonard Courteney, podsekretarz stanu w ministerstwie spraw wewnętrznych, podsekretarz stanu w ministerstwie ds. kolonii, finansowy sekretarz skarbu

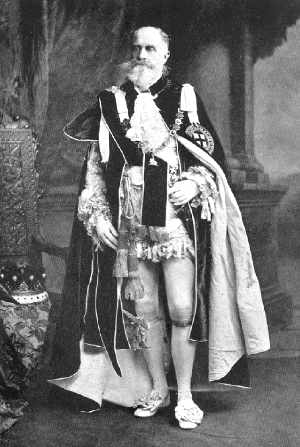
Hrabia Spencer, lord przewodniczący Rady, lord namiestnik Irlandii

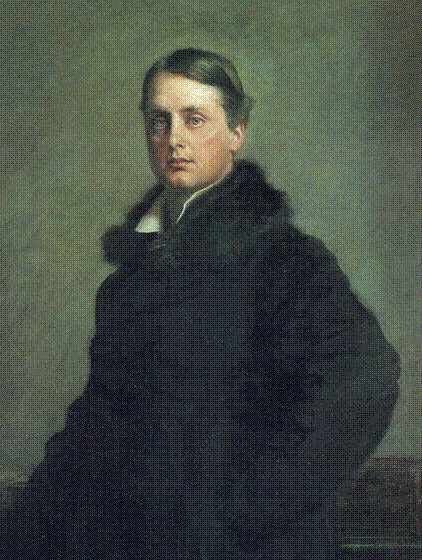
Hrabia Rosebery, podsekretarz stanu w ministerstwie spraw wewnętrznych, pierwszy komisarz ds. prac publicznych, lord tajnej pieczęci

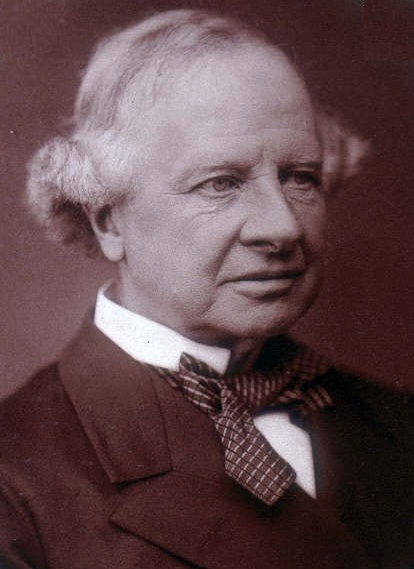
Hrabia Grenville, minister spraw zagranicznych, przewodniczący Izby Lordów

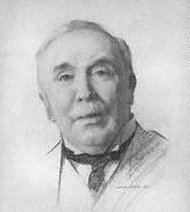
Henry Campbell-Bannerman, finansowy sekretarz w ministerstwie wojny, parlamentarny sekretarz przy Admiralicji, główny sekretarz Irlandii

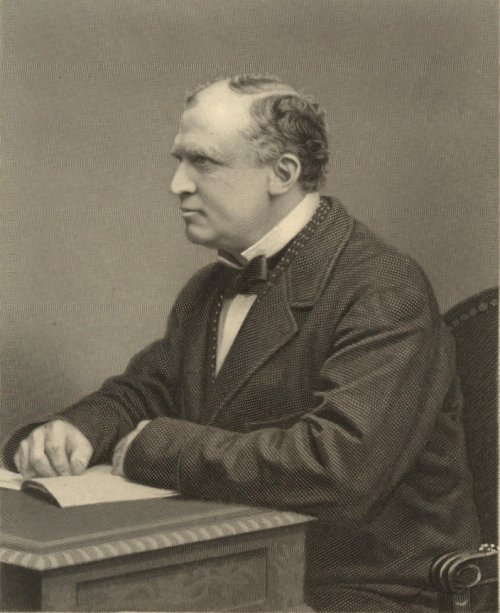
Hrabia Derby, minister ds. kolonii

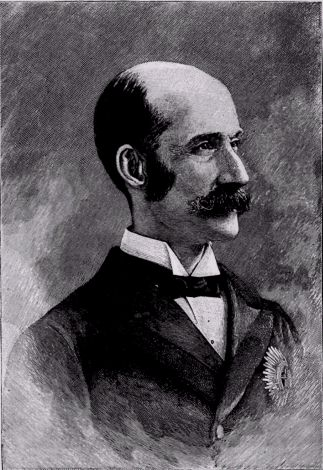
Markiz Lansdowne, podsekretarz stanu w ministerstwie ds. Indii

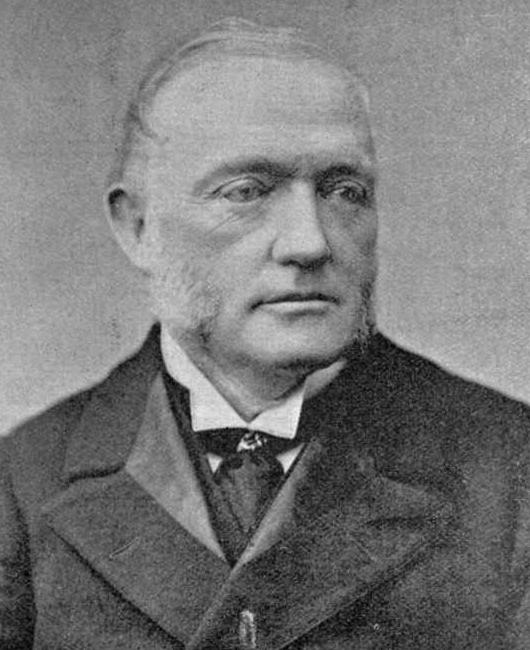
Thomas Brassey, cywilny lord Admiralicji, parlamentarny sekretarz przy Admiralicji

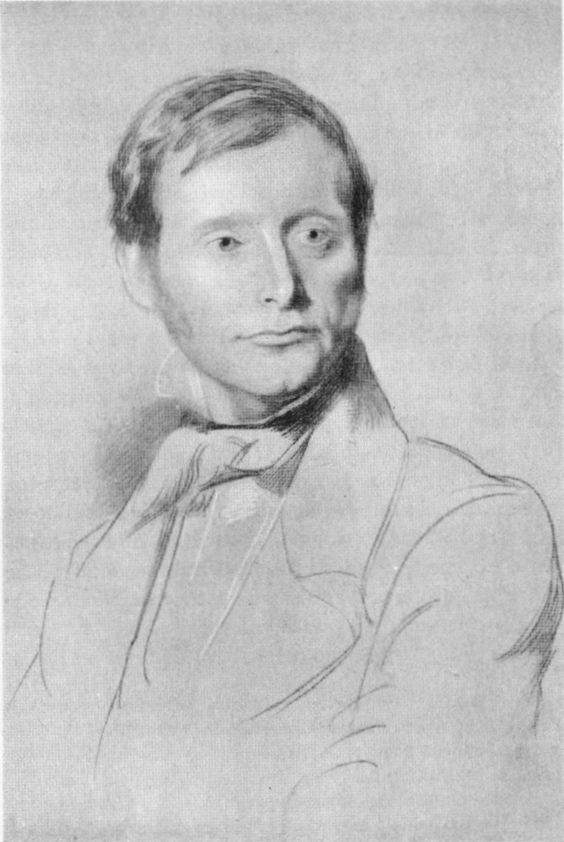
William Edward Forster, główny sekretarz Irlandii

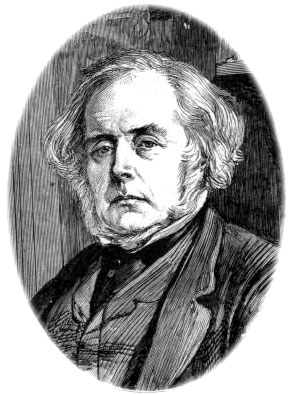
John Bright, kanclerz Księstwa Lancaster

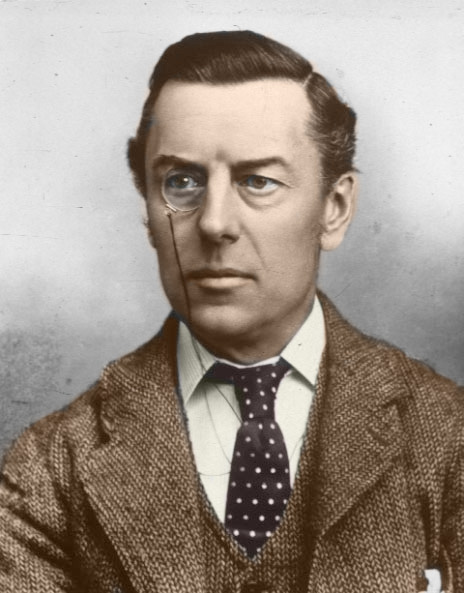
Joseph Chamberlain, przewodniczący Zarządu Handlu

Drugi rząd pod przewodnictwem Williama Ewarta Gladstone’a powstał 23 kwietnia 1880 r. i przetrwał do 9 czerwca 1885 r.
Członków ścisłego gabinetu wyróżniono tłustym drukiem.

## Skład rządu
| Urząd                                                   | Imię i nazwisko | Kadencja                                                    |
| ------------------------------------------------------- | --- | ----------------------------------------------------------- |
| Premier Pierwszy lord skarbu Przewodniczący Izby Gmin   | William Ewart Gladstone | 1880–1885                                                   |
|                                                         | |                                                             |
| Kanclerz skarbu                                         | William Ewart Gladstone Hugh Childers | 1880–1882 1882–1885                                         |
| Parlamentarny sekretarz skarbu                          | Lord Richard Grosvenor | 1880–1885                                                   |
| Finansowy sekretarz skarbu                              | lord Frederick Cavendish Leonard Courteney John Tomlinson Hibbert | 1880–1882 1882–1884 1884–1885                               |
| Młodsi lordowie skarbu                                  | Arthur Hayter John Holms Charles Cecil Cotes Herbert Gladstone Robert William Duff | 1880–1882 1880–1885 1881–1885 1882–1885                     |
| Lord kanclerz                                           | Roundell Palmer, 1. hrabia Selborne | 1880–1885                                                   |
| Lord przewodniczący Rady                                | John Spencer, 5. hrabia Spencer Chichester Parkinson-Fortescue, 1. baron Carlingford | 1880–1883 1884–1885                                         |
| Lord tajnej pieczęci                                    | George Campbell Chichester Parkinson-Fortescue, 1. baron Carlingford Archibald Primrose, 5. hrabia Rosebery | 1880–1881 1881–1885 1885                                    |
| Minister spraw wewnętrznych                             | William Vernon Harcourt | 1880–1885                                                   |
| Podsekretarz stanu w ministerstwie spraw wewnętrznych   | Arthur Wellesley Peel Leonard Courteney Archibald Primrose, 5. hrabia Rosebery John Tomlinson Hibbert Henry Fowler | 1880–1881 1881 1881–1883 1884–1884 1884–1885                |
| Minister spraw zagranicznych Przewodniczący Izby Lordów | Granville Leveson-Gower, 2. hrabia Granville | 1880–1885                                                   |
| Podsekretarz stanu w ministerstwie spraw zagranicznych  | Charles Dilke Lord Edmond Fitzmaurice | 1880–1883 1884–1885                                         |
| Minister wojny                                          | Hugh Childers Spencer Cavendish, markiz Hartington | 1880–1882 1882–1885                                         |
| Podsekretarz stanu w ministerstwie wojny                | Albert Parker, 3. hrabia Morley | 1880–1885                                                   |
| Finansowy sekretarz w ministerstwie wojny               | Henry Campbell-Bannerman Arthur Hayter | 1880–1882 1882–1885                                         |
| Zastępca generała artylerii                             | John Miller Adye Henry Robert Brand | 1880–1882 1882–1885                                         |
| Minister ds. kolonii                                    | John Wodehouse, 1. hrabia Kimberley Edward Stanley, 15. hrabia Derby | 1880–1882 1882–1885                                         |
| Podsekretarz stanu w ministerstwie ds. kolonii          | Mountstuart Elphinstone Grant Duff Leonard Courteney Evelyn Ashley | 1880–1881 1881–1882 1882–1885                               |
| Minister ds. Indii                                      | Spencer Cavendish, markiz Hartington John Wodehouse, 1. hrabia Kimberley | 1880–1882 1882–1885                                         |
| Podsekretarz stanu w ministerstwie ds. Indii            | Henry Petty-Fitzmaurice, 5. markiz Lansdowne George Byng, wicehrabia Enfield John Kynaston Cross | 1880 1880–1883 1884–1885                                    |
| Pierwszy lord Admiralicji                               | Thomas Baring, 1. hrabia Northbrook | 1880–1885                                                   |
| Parlamentarny sekretarz przy Admiralicji                | George Shaw-Lefevre George Trevelyan Henry Campbell-Bannerman Thomas Brassey | 1880 1880–1882 1882–1884 1884–1885                          |
| Cywilny lord Admiralicji                                | Thomas Brassey George Wightwick Rendel | 1880–1882 1882–1885                                         |
| Główny sekretarz Irlandii                               | William Edward Forster lord Frederick Cavendish George Trevelyan Henry Campbell-Bannerman | 1880–1882 1882 1882–1884 1884–1885                          |
| Lord namiestnik Irlandii                                | Francis Cowper, 7. hrabia Cowper John Spencer, 5. hrabia Spencer | 1880–1882 1882–1885                                         |
| Kanclerz Księstwa Lancaster                             | John Bright John Wodehouse, 1. hrabia Kimberley John Dodson George Trevelyan | 1880–1882 1882 1882–1884 1884–1885                          |
| Przewodniczący Rady Zarządu Lokalnego                   | John Dodson Charles Dilke | 1880–1882 1882–1885                                         |
| Parlamentarny sekretarz przy Radzie Zarządu Lokalnego   | John Tomlinson Hibbert George William Erskine Russell | 1880–1883 1884–1885                                         |
| Poczmistrz generalny                                    | Henry Fawcett George Shaw-Lefevre | 1880–1884 1884–1885                                         |
| Przewodniczący Zarządu Handlu                           | Joseph Chamberlain | 1880–1885                                                   |
| Parlamentarny sekretarz przy Zarządzie Handlu           | Evelyn Ashley John Holms | 1880–1882 1882–1885                                         |
| Pierwszy komisarz ds. prac publicznych                  | William Patrick Adam George Shaw-Lefevre Archibald Primrose, 5. hrabia Rosebery | 1880–1881 1881–1885 1885                                    |
| Wiceprzewodniczący Komitetu Edukacji                    | Anthony Mundella | 1880–1885                                                   |
| Paymaster-General                                       | George Glyn, 2. baron Wolverton | 1880–1885                                                   |
| Prokurator generalny                                    | Henry James | 1880–1885                                                   |
| Radca generalny Anglii i Walii                          | Farrer Herschell | 1880–1885                                                   |
| Najwyższy Sędzia Wojskowy                               | George Osborne Morgan | 1880–1885                                                   |
| Lord adwokat                                            | John McLaren John Balfour | 1880–1881 1881–1885                                         |
| Solicitor General dla Szkocji                           | John Balfour Alexander Asher | 1880–1881 1881–1885                                         |
| Prokurator Generalny dla Irlandii                       | Hugh Law William Moore Johnson Andrew Marshall Porter John Naish Samuel Walker | 1880–1881 1881–1883 1883 1884–1885 1885                     |
| Solicitor General dla Irlandii                          | William Moore Johnson Andrew Marshall Porter John Naish Samuel Walker Hugh Hyacinth O’Rorke MacDermot | 1880–1881 1881–1883 1883 1884–1885 1885                     |
| Lord steward                                            | John Townshend, 1. hrabia Sydney | 1880–1885                                                   |
| Lord szambelan                                          | Valentine Browne, 4. hrabia Kenmare | 1880–1885                                                   |
| Wiceszambelan Dworu Królewskiego                        | lord Charles Brudenell-Bruce | 1880–1885                                                   |
| Koniuszy królewski                                      | Hugh Grosvenor, 1. książę Westminster | 1880–1885                                                   |
| Skarbnik Dworu Królewskiego                             | Gavin Campbell, 7. hrabia Breadalbane | 1880–1885                                                   |
| Kontroler Dworu Królewskiego                            | William Edwardes, 4. baron Kensington | 1880–1885                                                   |
| Kapitan Gentelmen-at-Arms                               | Alexander Duff, 6. hrabia Fife Charles Gordon, 11. markiz Huntly Robert Carrington, 3. baron Carrington | 1880–1881 1881 1881–1885                                    |
| Kapitan Ochotników Gwardii                              | William Monson, 7. baron Monson | 1880–1885                                                   |
| Opiekun stajni królewskich                              | Richard Boyle, 9. hrabia Cork | 1880–1885                                                   |
| Mistress of the Robes                                   | Elizabeth Russell, księżna Bedford Anne Innes-Ker, księżna Roxburghe | 1880–1883 1884–1885                                         |
| Lord-in-waiting                                         | Frederick Methuen, 2. baron Methuen Lawrence Dudnas, 2. hrabia Zetland William Hare, 3. hrabia Listowel Thomas Lister, 4. baron Ribblesdale Charles Hanbury-Tracy, 4. baron Sudeley Arthur Wrottesley, 3. baron Wrottesley George Byng, wicehrabia Enfield George Byng, 7. wicehrabia Torrington John Ramsay, 13. hrabia Dalhousie William Mansfield, 2. baron Sandhurst Thomas Hovell-Thurlow-Cumming-Bruce, 5. baron Thurlow Alexander Hood, 1. wicehrabia Bridport | 1880–1885 1880 1880–1885 1880 1880–1884 1880–1885 1884–1885 |
| Dodatkowy lord-in-waiting                               | Mortimer Sackville-West, 1. baron Sackville | 1880–1885                                                   |